# Кольтоган (Жамбылский район)
Кольтоган (каз. Көлтоған) — упразднённое село в Жамбылском районе Жамбылской области Казахстана. Входило в состав Кумшагалского сельского округа.
В 2011 году включено в состав города Тараз и исключено из учётных данных.

## География
Находится примерно в 23 км к югу от районного центра, села Аса.

## История
По состоянию на 1989 год, входил в состав Караойского сельсовета Джамбулского района.

## Население
| Численность населения | Численность населения | Численность населения |
| 1989                  | 1999                  | 2009                  |
| --------------------- | --------------------- | --------------------- |
| 698                   | ↗707                  | ↘638                  |

В 1989 году население села составляло 698 человек (из них казахи — 70 %).
В 1999 году население села составляло 707 человек (355 мужчин и 352 женщины). По данным переписи 2009 года, в селе проживало 638 человек (327 мужчин и 311 женщин).